# Banyior
Banyior is een bestuurslaag in het regentschap Bangkalan van de provincie Oost-Java, Indonesië. Banyior telt 2208 inwoners (volkstelling 2010).